# Sawwacjusz (Siergiejewicz)
Sawwacjusz, imię świeckie Stefan Siergiejewicz, także: Siergijewicz, Siergijew (ur. 1 grudnia?/13 grudnia 1873 w Kletiszczu, zm. po 1939) – mnich prawosławny, namiestnik monasteru Św. Ducha w Wilnie w latach 1921–1939. 
Absolwent prawosławnego seminarium duchownego w Wilnie (1903), w lutym 1903 wstąpił jako posłusznik do monasteru Św. Ducha w Wilnie. Wieczyste śluby mnisze złożył 24 września 1905 w tymże klasztorze. Tam też został wyświęcony na hierodiakona (25 października 1908), a następnie na hieromnicha (23 czerwca 1913). W monasterze był odpowiedzialny za prowadzenie sklepu z dewocjonaliami oraz za utrzymanie w porządku szat liturgicznych. W czasie I wojny światowej, gdy wszyscy mnisi monasteru udali się na bieżeństwo razem z biskupem wileńskim i litewskim Tichonem, hieromnich Sawwacjusz razem z mnichami Makarym i Nikodemem zdecydował się na pozostanie w Wilnie. Od kwietnia 1916 do listopada 1918 tymczasowo zarządzał całym klasztorem, pełniąc równocześnie obowiązki kapelana w ośmiu szpitalach (wojskowych lub miejskich). W 1921 został mianowany namiestnikiem wspólnoty, zaś w roku następnym podniesiony do godności igumena za prowadzoną w czasie wojny opiekę duszpasterską nad chorymi. W 1927 został archimandrytą. 
W 1939, pozostając w klasztorze, przyjął razem z całą wspólnotą jurysdykcję Patriarchatu Moskiewskiego.